# Ю-7,62
Ю-7,62 — опытный советский скорострельный авиационный пулемёт под патрон 7,62×54 мм R. Разработан Юрием Федоровичем Юрченко в 1937 году.
Принцип работы: короткий ход ствола (?), криво-шатунное запирание. Криво-шатунный механизм имеет угол разворота в 360°, что обеспечивает практически безударное действие автоматики. Питание ленточное. Патрон досылается из ленты напрямую в патронник. Темп стрельбы составляет 5000 выстрелов в минуту.
Выпуск опытной партии не состоялся в связи с переориентацией завода на выпуск противотанковых ружей в 1941 году.
Крупнокалиберная версия пулемёта — Ю-12,7 (темп стрельбы 2000 выстрелов в минуту, вес 24 килограмма), не была принята на вооружение из-за большего, чем у УБ-12,7 поперечного габарита.